# Ока-2
ВАЗ-1121 «Ока-2» - російський малолітражний автомобіль A класу, створений Волзьким автомобільним заводом. Ока-2 є наступником ВАЗ-1111 «Ока» і є модифікованою її версією, яка відповідає сучасним стандартам безпеки і не має застарілого вигляду, на відміну від попередника.

## Історія створення
Задумався про створення нового автомобіля на заміну ВАЗ-1111 АвтоВАЗ ще в кінці 1990-х, так як той був помітно застарілий. Так як ресурсів на створення нового автомобіля не було, компанія, крім демонстраційного макета, нічого не зробила. Серйозний крок зробила лиш в 2000-х роках, презентувавши майбутній проект ВАЗ-1121 Ока-2.
Розробка нового авто почалася 2001 року, поставивши Волзькому автомобільному заводу задачу зробити новий, дешевий, компактний автомобіль, який міг би конкурувати з іномарками A-класу на заміну застарілому. Перші концепти були готові 2004 року, а вже через кілька місяців було запущено серійне виробництво автомобіля.
В порівнянні з попереднім автомобілем, цей був помітно більший: колісна база була збільшена на 120 мм, загальна ширина якої становить 2300 мм, довжина збільшена на 250 мм (3450 мм), а ширина - на 120 мм (1540 мм). Тридверний кузов мав міцну середню стійку та вклеєні стекла, решітка радіатора інтегрована в бампер. На новий автомобіль ставився 2-циліндровий двигун потужністю 33 к.с. Разом із 5-ступінчастою коробкою передач автомобіль міг розігнатися до 100 км/год всього лиш за 13 секунд.